# カーチス C1 カナダ

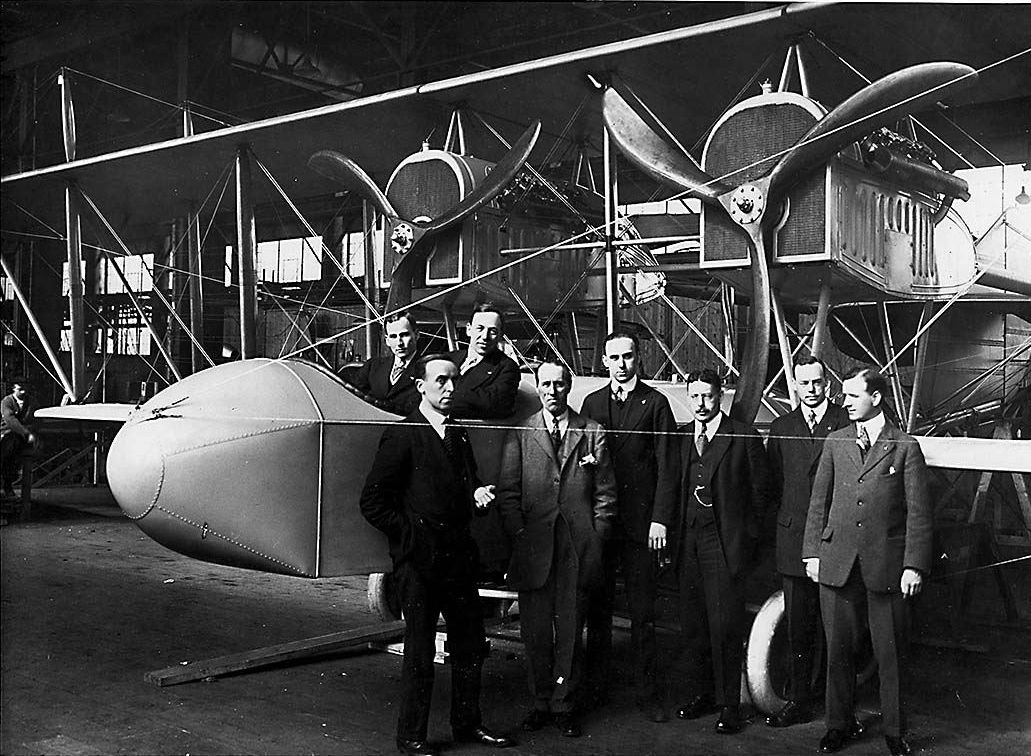
Curtiss C-1 Canada

カーチス C1 カナダ(Curtiss C-1 Canada)は第一次世界大戦中にカーチスのカナダの子会社がイギリス海軍航空隊およびイギリス陸軍航空隊向けに、製造した双発の爆撃機である。

## 概要
1915年、カーチスはカーチス・モデルH 飛行艇をもとにイギリス海軍航空隊向けの双発陸上機を設計し、イギリス海軍航空隊から1機の試作の契約を得た。カーチスのアメリカ国内の工場はカーチス JNやH-4飛行艇の生産で、余力がなかったため、カナダのトロントに新設された子会社Canadian Aeroplanes Ltd.をカーチス・カナダとし爆撃機として生産する権利を譲った。 
上下翼の翼幅が異なる複葉機で、モデルH 飛行艇に用いられた160馬力 (119 kW)のカーチス V-X エンジンを使用したが、それ以外は新設計であった。下翼に取り付けられたナセルの前部に並んで2つの射撃手用のコクピットがあり、胴体ナセルの後端に操縦席が設けられた。双発のエンジンナセルから伸びる2本のテールブームと胴体ナセルから伸びるブームで、水平尾翼、垂直尾翼が支えられた。タンデムに配置された2組の主脚と、尾そりが付けられていた。
試作機の製作は1915年5月に始められ、予定したV-X エンジンが間に合わなかったので90馬力のカーチスOX-5エンジンを装着して9月3日に初飛行した。イギリス海軍航空隊から100機の注文を受け、イギリス陸軍航空隊からは1機の試作機と10機の生産型の注文を受けた。
最初の1機は1915年暮れにイギリスに送られ、イギリス空軍むけに、ファンボロー基地で組み立てられ、1916年1月に飛行を開始し、4月までの試験で性能が劣っていることが判明した。1916年7月までに10機の生産モデルが分解してイギリス空軍に送られたが、組み立てられることはなく契約は破棄され、イギリス海軍航空隊も性能が優れるハンドレページ O/100が、運用を開始すると注文を破棄した。

## 仕様
- 乗員：3名
- 全長：10.17 m
- 全幅：23.11 m
- 全高：4.72 m
- 空虚重量：2,132 kg
- 全備重量：2,858 kg
- エンジン：2 × Curtiss V-X , 160 hp (120 kW)

### 性能
- 最大速度：140 km/h
- 航続距離：966 km

### 武装
- 2× 7.7 mm ルイス 機関銃、